# José Marina
José Ignacio Marina Bernaola (Pisco, Provincia de Ica, Perú, 30 de mayo de 1997) es un futbolista peruano. Juega como lateral derecho y su equipo actual es Deportivo Coopsol de la Liga 2 de Perú. Tiene 27 años.

## Clubes

### Como futbolista
| Club              | País | Año         |
| ----------------- | ---- | ----------- |
| Alianza Lima      | Perú | 2017 - 2018 |
| Atlético Grau     | Perú | 2019        |
| Deportivo Coopsol | Perú | 2020        |
| Sport Chavelines  | Perú | 2021        |
| Unión Huaral      | Perú | 2022 - 2023 |
| Deportivo Coopsol | Perú | 2024 -      |

## Palmarés

### Torneos cortos
| Título          | Club         | País | Año  |
| --------------- | ------------ | ---- | ---- |
| Torneo Apertura | Alianza Lima | Perú | 2017 |
| Torneo Clausura | Alianza Lima | Perú | 2017 |

### Campeonatos nacionales
| Título                     | Club          | País | Año  |
| -------------------------- | ------------- | ---- | ---- |
| Campeonato Descentralizado | Alianza Lima  | Perú | 2017 |
| Copa Bicentenario          | Atlético Grau | Perú | 2019 |